# Nadrágmentes nap

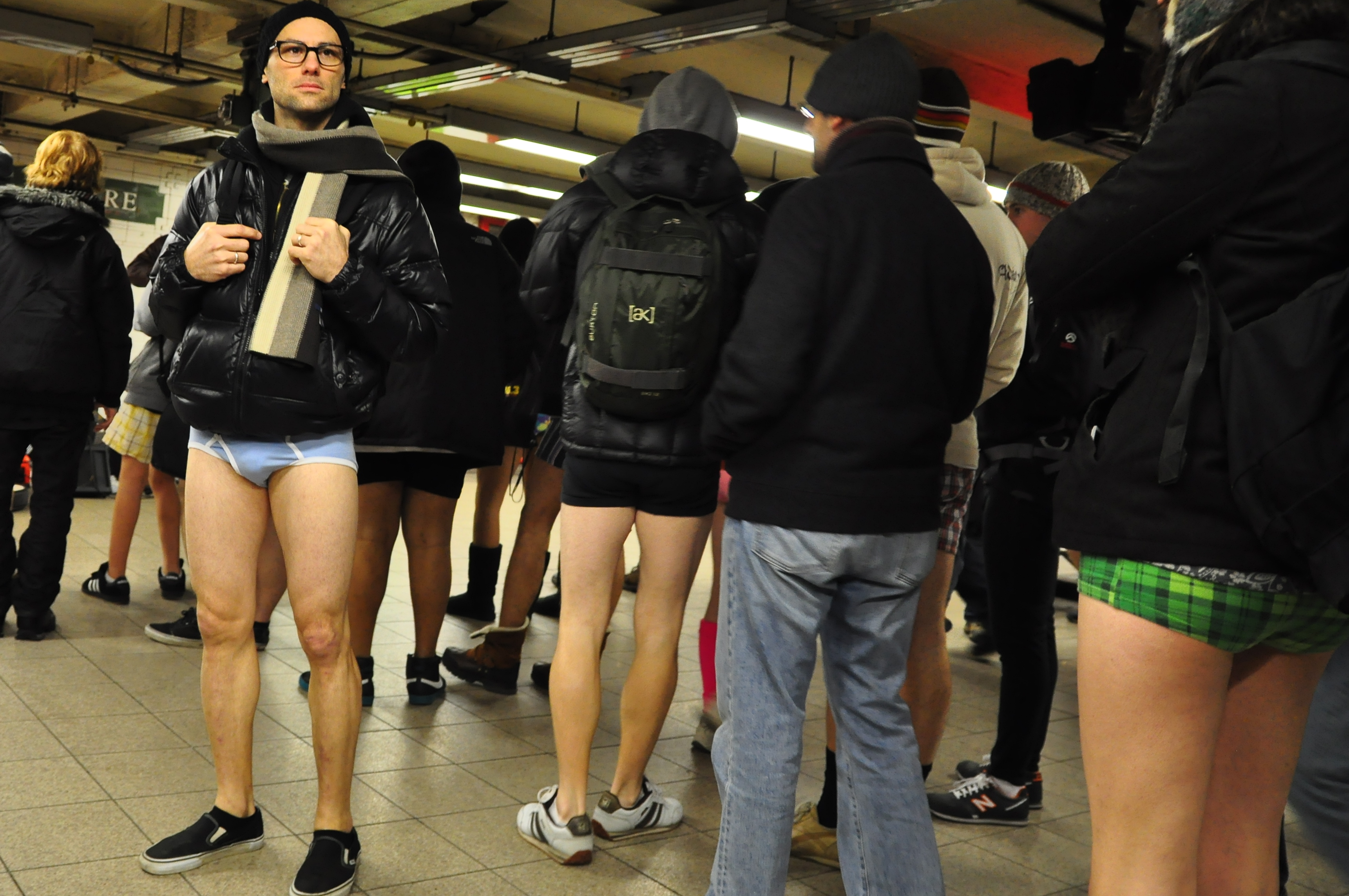
A 2010-es nadrágmentes metrózás napja New Yorkban

A nadrágmentes nap egy közösségi kezdeményezésben született esemény, melyet minden május első péntekén tartanak. A nap lényege, hogy a részt vevő emberek nadrág nélkül, fehérneműben mennek közösségbe.

## A nadrágmentes metrózás napja
A nadrágmentes metrózás napja a nadrágmentes nap mintájára indult, de lényeges különbség, hogy ezt metróhoz, villamoshoz vagy vonathoz kell kötni. New Yorkból indult 2002-ben, amikor egy hétfős férfitársaság úgy döntött, nadrág nélkül szállnak fel a metróra. Hét egymást követő megállóban szálltak fel ugyanarra a szerelvényre, majd úgy tettek, mintha nem ismernék egymást, jobban összezavarva az utasokat. 2003-ban már harmincan voltak az akciózók, köztük több nő is. 2004-ben negyven, majd 2005-ben ötven résztvevővel tartották meg a napot.
A 2006-os NMN-en többeket megbilincselt a rendőrség, ám a bíróság később kimondta, a fehérnemű nyilvános viselete nem illegális. 2007-en háromszázan vettek részt a napon, 2008-ban pedig első alkalommal lépett nemzetközi szintre az esemény, miután kilenc másik város csatlakozott New Yorkhoz. 
2010-ben már ötezer embert mozgatott meg globálisan. A 2012-es New York-i nadrágmentes metrózás napján négyezren vettek részt, emellett 26 másik ország több városa csatlakozott a programhoz.